# Khandakar Mushtaq Ahmed
Khondakar Mostaq Ahmad (em bengali, খন্দকার মোশতাক আহমেদ), que também pode ser escrito Khandakar Mushtaq Ahmed (1918 - 5 de março de 1996) foi um político de Bangladesh que governou o país como presidente da república entre 15 de agosto e 6 de novembro 1975 após o assassinato de Sheikh Mujibur Rahman, líder fundador desse país. Ahmad desempenhou importantes papéis na Liga Awami e no governo no exílio formado durante a Guerra de Independência de Bangladesh.

## Primeiros anos
Khondakar Mostaq Ahmad obteve a licenciatura em direito na Universidade de Dacca e uniu-se à política em 1942. Como ativista no Movimento Paquistão e na Liga Muçulmana, Ahmad foi um dos secretários fundadores da Liga Awami, fundada por Abdul Hamid Khan Bhasani e Huseyn Shaheed Suhrawardy. Ahmad foi um dos colegas mais próximos do jovem e carismático político Sheikh Mujibur Rahman, desde seus primeiros dias como líder estudantil.

## Carreira política
Ahmad foi eleito membro da Assembleia Provincial do Paquistão Oriental em 1954, como candidato da Frente Unida do Paquistão Oriental. Quando o governo central de Paquistão dissolveu o gabinete da Frente Unida, Mostaq Ahmad foi encarcerado em 1954 junto de outros líderes bengaleses. Foi solto em 1955 e foi eleito chefe da bancada parlamentar da Frente Unida; no entanto, com a promulgação da lei marcial em 1958, foi preso pelo regime de Ayub Khan. Durante o Movimento dos Seis Pontos, Ahmad seria novamente encarcerado em 1966. Depois de sua libertação, Ahmad acompanhou a Sheikh Mujibur Rahman (então líder máximo da Liga Awami) à conferência de todos os partidos chamada por Ayub Khan em Rawalpindi em 1969. Foi eleito membro da Assembleia nacional do Paquistão em 1970.
Com o início da Guerra de Independência de Bangladesh e a detenção de Mujib, Ahmad e outros líderes da Liga Awami reuniram-se em Mujibnagar para formar um governo no exílio de Bangladesh. Nazrul Islam asumiu como presidente interino (Mujib foi declarado presidente), Tajuddin Ahmad foi nomeado primeiro-ministro e Ahmad, ministro de relações exteriores. Neste cargo, Ahmad devia conseguir apoio internacional em favor da independência de Bangladesh.

## Golpe e presidência
Depois da independência de Bangladesh, Ahmad converteu-se em membro do gabinete de Sheikh Mujib, ocupando os ministérios de Energia e Irrigação. Em 1975, foi nomeado ministro de comércio; no entanto, Ahmad se teria afastado de Mujib e manteria contatos com grupos políticos antagônicos islâmicos. Um líder conservador, Ahmad opunha-se às políticas socialistas, seculares e pró-Índia de Mujib. Apesar disso, Ahmad se manteve no gabinete de Mujib e foi nomeado membro do comitê executivo de BAKSAL, enquanto Mujib proibia outros partidos políticos e se declarava presidente.  
Segundo a história tradicional, relatada pelo jornalista Anthony Mascarenhas, Syed Faruque Rahman, Abdur Rashid e Sharful Haque Dalim, todos coronéis do exército bengalês, planejaram uma conspiração, na qual Khondaker Mostaq Ahmad aceitou receber o cargo de presidente. O jornalista Lawrence Lifschultz propõe uma versão alternativa da conspiração, que implica a Mustaque e à CIA como partícipes.
Sheikh Mujib e todos os membros de sua família (com exceção de dois) foram assassinados por um grupo de oficiais do exército em 15 de agosto de 197 supostamente com o consentimento de Khondaker Mostaq Ahmad. Khondaker tomou imediatamente o controle do governo e proclamou-se presidente, um cargo que ocupou por apenas 83 dias. Vários oficiais do exército, incluindo a Syed Faruque Rahman, receberam promoções. O general Ziaur Rahman foi nomeado chefe do exército. Ahmad também ordenou o encarceramento dos líderes pró-Mujib: Syed Nazrul Islam, Tajuddin Ahmad, A. H. M. Qamaruzzaman e Muhammad Mansur Ali.
Ahmad substituiu o slogan nacional de Joy Bangla pelo de Bangladesh Zindabad e mudou o nome Bangladesh Betar pelo de 'Rádio Bangladesh'. Mais controversalmente, proclamou o Decreto de Imunidade, através do qual concedeu imunidade aos assassinos de Mujib. Também proibiu a volta a Bangladesh das filhas de Mujib Sheikh Hasina Wazed e Sheikh Rehana, que estavam no exterior. O BAKSAL e os grupos políticos pró-Mujib foram dissolvidos. Em 3 de novembro de 1975, foram assassinados os quatro líderes nacionais pró-Mujib que se encontravam encarcerados: Syed Nazrul Islam, Tajuddin Ahmad, Muhammad Mansur Ali e A. H. M. Qamaruzzaman. Apesar de todas estas medidas, Ahmad foi derrubado a 6 de novembro de 1975 em um golpe de Estado comandado pelos oficiais do exército pró-Mujib Khaled Mosharraf e Shafat Jamil.